# 劉建国
劉 建国（りゅう けんこく、リウ ジエングオー、1969年〈民国58年〉3月9日 - ）は、中華民国（台湾）の政治家。民主進歩党所属の立法委員。

## 経歴
2008年の第7回立法委員選挙の民進党党内予備選で、ベテラン議員の林樹山を破り、雲林県第二選挙区から出馬したが、汎緑連盟票の分裂により国民党候補の張碩文に敗れた。
2009年6月30日、張碩文が投票買収により選挙無効の判決が下され、同年9月26日の補欠選挙で58%以上の得票率を獲得し当選した。
2022年4月24日、雲林県長選挙に民進党から立候補すると表明したが、同年11月26日の選挙の結果、国民党の候補に敗れた。
2024年の第11回立法委員選挙では、国民党候補を破り、再選に成功した。

## 選挙記録
| 年度 | 選挙                  | 選挙区           | 所属政党   | 得票数  | 得票率 | 当選 | 注釈 |
| ---- | --------------------- | ---------------- | ---------- | ------- | ------ | ---- | ---- |
| 2002 | 第15回雲林県議員選挙  | 第一選挙区       | 民主進歩党 | 4,739   | 6.25%  |      |      |
| 2005 | 第16回雲林県議員選挙  | 第一選挙区       | 民主進歩党 | 13,171  | 16.92% |      |      |
| 2008 | 第7回立法委員選挙     | 雲林県第二選挙区 | 民主進歩党 | 61,703  | 38.29% |      |      |
| 2009 | 第7回立法委員補欠選挙 | 雲林県第二選挙区 | 民主進歩党 | 74,272  | 58.81% |      |      |
| 2012 | 第8回立法委員選挙     | 雲林県第二選挙区 | 民主進歩党 | 121,368 | 60.98% |      |      |
| 2016 | 第9回立法委員選挙     | 雲林県第二選挙区 | 民主進歩党 | 121,114 | 68.17% |      |      |
| 2020 | 第10回立法委員選挙    | 雲林県第二選挙区 | 民主進歩党 | 119,468 | 57.30% |      |      |
| 2022 | 第19回雲林県長選挙    | 雲林県           | 民主進歩党 | 152,620 | 41.60% |      |      |
| 2024 | 第11回立法委員選挙    | 雲林県第二選挙区 | 民主進歩党 | 115,376 | 59.48% |      |      |